# TV7 (Bordeaux)
Pour les articles homonymes, voir TV7.
TV7 est une chaîne de télévision généraliste privée appartenant au groupe Sud Ouest. Centrée sur l'actualité et la culture à Bordeaux et dans sa métropole, elle traite également de l'information en Gironde et dans le reste de la région Nouvelle-Aquitaine. Longtemps connue sous le nom de TV7 Bordeaux, et toujours[Quand ?] enregistrée sous ce nom, avec à l'époque un ancrage très local, elle a emménagé dans les locaux du quotidien régional Sud Ouest, sur le quai des Queyries, en 2017.
Diffusée par voie hertzienne (TNT) dans le département de la Gironde et, de façon marginale, dans certains départements limitrophes, elle est reprise par les réseaux câblés et les fournisseurs d'accès à internet, et diffuse ses programmes en streaming sur son site internet ainsi que sur YouTube. TV7 émet 24h/24 et se présente comme une « chaîne d'information régionale » avec une ambition « d’extension de sa diffusion, pour correspondre au mieux à l’espace de la Nouvelle Aquitaine ».

## Historique
Digivision, société de production audiovisuelle de Sud Communication s'est associé avec le Groupe Sud Ouest pour lancer la chaîne de télévision TV7 Bordeaux. La chaîne est désormais abrégée en TV7.

### Identité visuelle (logo)

Logo de TV7 Bordeaux entre 2001 et 2013.
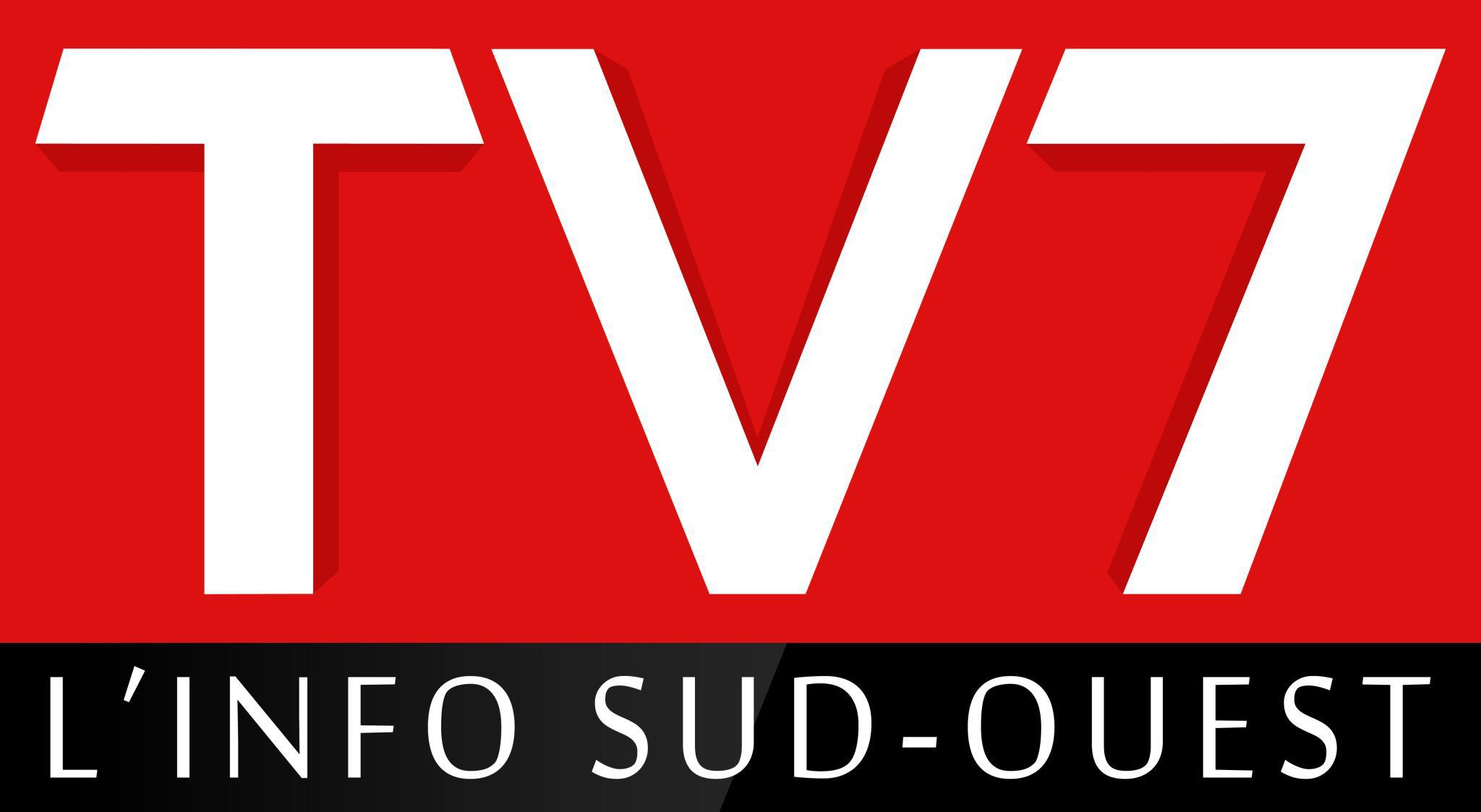
Logo de TV7 entre 2013 et 2016.
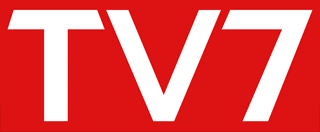
Logo de TV7 de 2016 à septembre 2023.
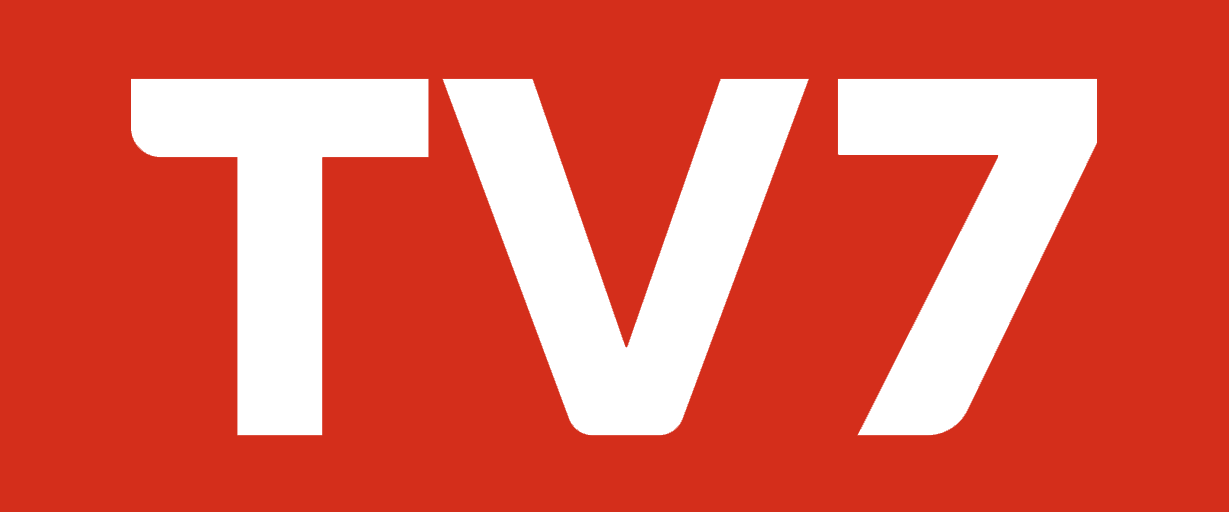
Logo actuel de TV7 depuis septembre 2023.

## Programmes
La chaîne diffuse depuis le 7 juin 2001 La Matinale de 7 h 30 à 9 h 30. En matinée, la chaîne diffuse des magazines de découverte de la région Nouvelle-Aquitaine. L'après-midi, la chaîne diffuse des émissions et des reportages sur la région de Bordeaux. À 18 h 30, la chaîne diffuse un magazine d'actualités, La Grande Édition, et depuis le lundi 14 septembre 2020 à 19 h, la chaîne diffuse tous les lundis soir 19h : Sports, un magazine d'actualités sportives.

## Diffusion
TV7 est diffusée par voie hertzienne (TNT), câble et ADSL dans la région bordelaise, Bordeaux Métropole ainsi que sur la quasi-totalité du département de la Gironde et une partie des départements limitrophes de Dordogne, de Lot-et-Garonne et de Charente-Maritime, soit  sur un bassin de près de 1 200 000 personnes.
Depuis le 12 décembre 2012 et l'arrivée de six nouvelles chaînes sur la TNT, TV7 est diffusée sur le canal 33 de la TNT.
Depuis décembre 2015, TV7 est accessible sur le canal 30 des box des opérateurs Free, Orange et Bouygues, par le biais d'une mosaïque des chaines locales.
Le 5 avril 2016, TV7 a basculé en HD sur la TNT.
Dès septembre 2017, la chaîne emménage dans les locaux du Journal Sud-Ouest, pour plus de synergie entre les rédactions, elle est pour l'occasion totalement rééquipée pour une diffusion entièrement en HD.

## Les animateurs de la chaîne
- Bénédicte Dohin : Présentatrice du 19h : Sports

- Sandrine Mancipoz : Présentatrice de La Matinale
- Christophe Chavanneau : Journaliste et présentateur de L'Édition du Soir
- Diane Douzillé : Présentatrice de Flash Info
- Laura Pargade : Journaliste de Reporter d'Images
- Franck Poirot : Journaliste Reporter d'Images
- Dominique Parmentier : Journaliste de Reporter d'Images
- Alix Fourcade : Journaliste Reporter d'Images
- Ivan Branchy : Journaliste Reporter d'Images
- Benjamin Bardel :  Animateur
- Alexis Cadard : Journaliste Reporter d’Images
- Elise Comarteau : Journaliste et présentatrice de L'Edition du midi

## Émissions et magazines diffusés
- 7 h 30 - 9 h  30: La Matinale
- Entre 9 h 30 et 12 h : magazines de découverte de la région Nouvelle-Aquitaine
- Entre 12 h et 18 h 30 : émissions et reportages sur la région de Bordeaux
- 18 h 30 : La Grande Édition
- 19 h : 19h Sports
- Entre 19 h 30 et 7 h : des rediffusions de magazines, d'émissions, de reportages, JT Soir et NA#info

De nouveaux magazines et émissions sont diffusés depuis la rentrée 2020 : Talk Sport, Talk Éco, Modes d'emplois (magazine consacré à l'emploi), …
La grille des programmes de la chaîne a également changé.